# 浅野麻衣子
浅野 麻衣子（あさの まいこ、1973年6月20日 - ）は、香川県高松市出身の女優。トライベッカ所属。帝京女子短期大学秘書科卒業。プロゴルファー浅野慶一の妹である。趣味は陶芸、特技は水泳。

## 来歴・人物
東鳩オールレーズンプリンセスコンテスト（1988年）、第1回ミス・メディアクィーンコンテスト（1990年、英知出版）に出場。1991年に映画『喜多郎の十五少女漂流記』出演者オーディションに合格し、翌年公開の同映画で女優としてデビューする。映画『七人のおたく』では、1万2千人の中からオーディションで選ばれた。1990年代中期にはCMにも多数出演している。

## 出演

### テレビドラマ
- スキャンダル（1993年6月-8月、フジテレビ） - 生徒 役
- 世にも奇妙な物語春の特別編「転校生」（1994年3月30日、フジテレビ） - 姫野栄子（B子）
- 文學と云フ事 第4回「人間失格」・第9回「蒲団」（1994年5月10日・6月14日、フジテレビ）
- BLACK OUT 第6話「毒」（1995年12月16・23日、テレビ朝日）
- 土曜ワイド劇場 混浴露天風呂連続殺人(16)（1996年12月21日、テレビ朝日） - 紺野みどり 役
- こんな恋のはなし（1997年7月-9月、フジテレビ）
- 救命病棟24時 第2シリーズ 第3話（2001年7月17日、フジテレビ） - 美咲の母 役
- 土曜ワイド劇場 科学捜査研究所・文書鑑定の女（2002年2月2日、テレビ朝日）
- タスクフォース（2002年8月1日、BS-i）
- 科捜研の女4 第5話（2002年8月22日、テレビ朝日） - 中原紀久子 役
- 塩カルビ（2002年10月-12月、テレビ神奈川・京都放送）
- 美女か野獣（2003年1月-3月、フジテレビ） - TK久保望 役
- 水曜ミステリー9 北アルプス山岳救助隊・紫門一鬼(5)（2003年8月27日、テレビ東京）
- 土曜ワイド劇場 キソウの女（2003年10月18日、テレビ朝日） - 町田紀子 役
- ケータイ刑事 銭形舞 第5話（2003年11月2日、BS-i） - 二宝院蔦子 役
- 金曜エンタテイメント 日向夢子調停委員事件簿2（2004年3月12日、フジテレビ）- 豊島百合 役
- ホームドラマ! 第1話（2004年4月-6月、TBS） - 宏樹の母親 役
- 月曜ミステリー劇場 財務捜査官 雨宮瑠璃子（2004年6月14日） - 市川史恵 役
- 土曜ワイド劇場 女変装捜査官（2004年7月31日、テレビ朝日）
- 駄目ナリ!（2004年8月-10月、よみうりテレビ）
- 金曜エンタテイメント 空中ブランコ（2005年5月27日、フジテレビ） ‐　原口みどり
- 月曜ミステリー劇場 横山秀夫サスペンス 「モノクロームの反転」（2005年6月13日、TBS）
- 幸せになりたい!（2005年7月-10月、TBS） - テレビ部デスク・常子 役
- ショートフィルム道 スパイ道 「夫婦（めおと）スパイ」（2007年4月14日、BS-i）
- ショートフィルム道 スパイ道 女スパイ編 「スパイロボ まさお〜リハビリ中スパイ〜ナオコ」（2007年6月9日、BS-i）
- さくら署の女たち 第2話（2007年7月18日、テレビ朝日）
- ケータイ刑事 銭形海 第5話（2007年8月4日、BS-i） - キャッシー若村 役
- 月曜ゴールデン 駅弁刑事・神保徳之助2（2008年5月5日、TBS） - 三枝真奈美 役
- クロユリ団地〜序章〜（2013年4月-6月、TBS） - 内見の母 役

### その他テレビ
- キャプテンファーザー（2005年4月-9月、フジテレビ）

### CM
- トヨタ自動車 企業（1994年）
- シードコンタクレンズ アルファUV（1994年）
- メナード 薬用ビューネ（1994年）
- サントリー NEWオールド（1994年、1995年）
- NTTドコモ ムーバ『課長・島耕作』（1995年） - 宅麻伸と共演
- 京成電鉄 京成スカイライナー（1995年）
- タカノフーズ おかめ納豆（2001年）
- ACジャパン 教育『IMAGINATION』（2001年）
- トヨタ自動車 ワン・モア・ドリームキャンペーン（2002年） ミニバン編
- 第一生命（2007年）

### 映画
- 喜多郎の十五少女漂流記（1992年）
- 七人のおたく（1992年） - 水上令子 役
- アートフル・ドジャーズ（1997年）
- 仄暗い水の底から（2002年、監督:中田秀夫） - 保母 役
- セブンス アニバーサリー（2003年、監督:行定勲）
- 禁断の事件簿 ストーカーを愛した女（2004年）
- 怪奇穴人間（2004年、監督:山口雄大）
- 世界は彼女のためにある（2004年、監督:保坂大輔）
- 想色〜オモイ・ノ・イロ〜（2004年、監督:喜屋武靖）
- キスとキズ（2004年、監督:堀江慶）
- 世界の中心で、愛をさけぶ（2004年、監督:行定勲）
- 全身と小指（2005年、監督:堀江慶）
- シャーリー・テンプル・ジャポン・パート2（2005年、監督:冨永昌敬）
- 絶対恐怖 Booth ブース（2005年、監督:中村義洋）
- 映画監督になる方法（2005年、監督:松梨智子） - ミカ 役
- 大地震（2005年、監督:喜屋武靖） - 宮田恵子 役
- 悪霊（2005年、監督:津田寛治）
- 嫌われ松子の一生（2006年、監督:中島哲也）
- 東京残酷警察（2008年）

### ビデオ
- マジックそのまま（2003年）
- 自殺マニュアル2〜中級編（2004年）
- 櫛笛（2005年）
- くりぃむレモン〜いけないマコちゃん（2007年）

### Web
- NETCINEMA.TV 興戯作倶楽部（2005年、監督:喜屋武靖） - 女主人 役

### 舞台
- 見上げれば煌々と（2004年）
- 河童の朗読会（2004年）
- 静かな夏の時間（2006年）